# 帰ってほしいの
「帰ってほしいの」（かえってほしいの、原題：I Want You Back）は、ジャクソン5が1969年に発表したシングル曲。モータウンとの契約後としては初のシングルで、グループのメジャー・デビュー作に当たる。

## 解説
作詞・作曲・編曲・プロデュースでクレジットされているザ・コーポレーションは、モータウンの創立者ベリー・ゴーディ・ジュニアを中心に、ディーク・リチャーズ、フレディー・ペレン、フォンス・マイゼルを加えたチームである。当初は「I Wanna Be Free」というタイトルだった。リード・ボーカルは、録音当時10歳だったマイケル・ジャクソンが担当。
1969年にシングルとして発表されると、翌1970年には、Billboard Hot 100と『ビルボード』誌のR&Bチャートの両方で1位を獲得した。ジャクソン5は、本作から4作連続で、Billboard Hot 100とR&Bチャートの両方のトップに達することとなる。
1999年、「帰ってほしいの」はグラミーの殿堂入りを果たした。アメリカのPitchfork Mediaが2006年に選出した「1960年代の最も偉大な200曲」では2位に達した。

## パーソネル
- マイケル・ジャクソン (Michael Jackson) – リード・ボーカル
- ティト・ジャクソン (Tito Jackson) – ボーカル、バック・ボーカル
- ジャッキー・ジャクソン (Jackie Jackson) – ボーカル、バック・ボーカル[6]
- ジャーメイン・ジャクソン (Jermaine Jackson) – ボーカル、バック・ボーカル[6]
- マーロン・ジャクソン (Marlon Jackson) – ボーカル、バック・ボーカル[6]
- キース・ワシントン (Keith Washington) – バック・ボーカル[6]
- ルディ・ワシントン (Ludie Washington) – バック・ボーカル[6]
- フォンス・マイゼル (Fonce Mizell) – ピアノ[7]
- フレディー・ペレン (Freddie Perren) – ピアノ[7]
- ルイ・シェルトン (Louis Shelton) – ギター[7]
- デイヴィッド・T・ウォーカー (David T. Walker) – リズムギター[7]
- ウィルトン・フェルダー (Wilton Felder) – ベース[7]
- ドン・ピーク (Don Peake) – ギター[6]
- ジーン・ペロ (Gene Pello) – ドラム[7]
- クラレンス・マクドナルド (Clarence McDonald) – キーボード[6]
- ジョー・サンプル (Joe Sample) – ピアノ[6]
- サンドラ・クロウチ (Sandra Crouch) – パーカッション[6]

## 主なカバー曲/サンプリング
- デヴィッド・ラフォン  - （1971年）
- フィンガー5 - 『個人授業-First Album』（1973年）
- 南沙織 - 『SAORI ON STAGE』（1977年）
- グレアム・パーカー - 『Squeezing Out Sparks』（1979年）が2001年に再発された際、ボーナス・トラックとして追加収録。
- ノトーリアスBIG - サンプリング。
- Folder - 1999年にシングル「I WANT YOU BACK」として発売。TVアニメ「小さな巨人 ミクロマン」後期エンディング曲。
- ジェイ・Z - 『ザ・ブループリント』（2001年）収録曲「Izzo(H.O.V.A.)」で、「帰ってほしいの」をサンプリング。
- キキララ[8] - 2005年発売。
- ミーカ - ライヴDVD『Live in Cartoon Motion』（2007年）
- 熱帯JAZZ楽団 – マイケル・ジャクソンのトリビュート・アルバム『アイ・ウォント・ユー・バック〜デディケイト・トゥ・ザ・キング・オブ・ポップ』（2009年）
- シェリル・クロウ - 『100マイルズ・フロム・メンフィス』（2010年）にボーナス・トラックとして収録。
- ヴィクトリア・ジャスティス - 『ビクトリアス:サウンドトラック』（2011年）に収録。
- レイク・ストリート・ダイヴ - 『Fun Machine』（2012年）に収録。
- NONA REEVES - シングル『透明ガール』(2005年)にて「ジャクソン・ファイブ・メドレー」のうちの一曲としてカヴァー。
- 三浦大知 - ライブDVD『DAICHI MIURA LIVE 2009-Encore of Our Love-』にてカヴァー。
- Little Glee Monster - シングルCD「放課後ハイファイブ」（2014年）に収録。
- 謙遜ラヴァーズ feat.山本真由美 - 映画『カメラを止めるな!』主題歌「Keep Roling」（2017年）
- TWICE - デジタルシングル『I WANT YOU BACK』（2018年）- 映画『センセイ君主』主題歌。
- ジャスティン・ビーバー - サンプリング。

## サウンドトラック/映画主題歌での使用
- アメリカ映画『Dearフレンズ（英語版）』（1995年公開）[9]
- アメリカ映画『ドラムライン』（2002年公開）[10]
- アメリカ映画『チャーリーと14人のキッズ』（2003年公開）[11]
- アメリカ映画『ガーディアンズ・オブ・ギャラクシー』（2014年公開）[12]
- 映画『センセイ君主』

## テーマパークでの使用
ディズニーランド・リゾートのディズニー・カリフォルニア・アドベンチャーの「ガーディアンズ・オブ・ギャラクシー - ミッション:ブレイクアウト!」内で使用されている。